# Vojmsjölandets naturreservat
Vojmsjölandets naturreservat är ett naturreservat i Vilhelmina kommun i Västerbottens län.
Området är naturskyddat sedan 2018 och är 5 845 hektar stort. Reservatet ligger på en platå väster om Vojmsjön och består av våtmarker och grannaturskog.